# Filharmonia im. Witolda Lutosławskiego we Wrocławiu
Filharmonia im. Witolda Lutosławskiego we Wrocławiu – istniejąca w latach 1958–2014 instytucja muzyczna we Wrocławiu, której siedziba i sala koncertowa mieściły się w budynku przy ul. Marszałka Józefa Piłsudskiego 19. W roku 2014 z połączenia Filharmonii oraz Międzynarodowego Festiwalu Wratislavia Cantans powstała nowa instytucja – Narodowe Forum Muzyki, która jest pod względem prawnym i artystycznym kontynuatorem dawnej filharmonii.

## Historia
Pierwszy powojenny koncert orkiestry symfonicznej we Wrocławiu odbył się już 29 czerwca 1945 r. w sali Teatru Miejskiego. Do roku 1949, kiedy utworzono samodzielną państwową Operę Wrocławską, zespół orkiestry pełnił rolę filharmonii i zespołu operowego. Później, aż do 1954 r. nie było we Wrocławiu samodzielnej orkiestry symfonicznej. Utworzono ją dopiero w 1954 r., m.in. z inicjatywy hr. Wojciecha Dzieduszyckiego, lwowskiego artysty osiadłego po wojnie we Wrocławiu. Pierwszy swój koncert nowo powstała Wrocławska Orkiestra Symfoniczna dała w październiku tego roku w auli Politechniki.
1 sierpnia 1958 orkiestra została upaństwowiona i przemianowana na Państwową Filharmonię we Wrocławiu, a jeden z inicjatorów jej powstania, Adam Kopyciński, został jej pierwszym dyrektorem i kierownikiem artystycznym. Dziesięć lat później, 18 grudnia 1968, filharmonia otrzymała nową siedzibę przy dzisiejszej ul. Piłsudskiego, gdzie funkcjonowała do roku 2015.
W 1994 r. filharmonii nadano imię Witolda Lutosławskiego.
Po powodzi w roku 1997 budynek przeszedł remont – przebudowano salę koncertową, dobudowano 2 piętra zaplecza, a zewnętrzne schody prowadzące z piętra wprost na chodnik zastąpiono przeszkloną klatką schodową. Nie został jednak rozwiązany największy problem – zbyt mała ilość miejsc dla melomanów – filharmonia mogła pomieścić tylko ok. 450 osób.

## Zespoły i dyrekcja
Od 2005 roku dyrektorem naczelnym instytucji jest Andrzej Kosendiak – dyrygent, propagator muzyki dawnej i chóralnej, inicjator licznych festiwali i konkursów muzycznych.
Ponadto obok Orkiestry Symfonicznej w ramach struktury Filharmonii funkcjonowały:
1. NFM Leopoldinum – Orkiestra Kameralna pod dyrekcją Hartmuta Rohde,
2. Lutosławski Quartet,

a także powstałe z inicjatywy dyrektora Andrzeja Kosendiaka
1. Wrocławska Orkiestra Barokowa (pod kierunkiem Jarosława Thiela),
2. Chór NFM (pod kierunkiem Agnieszki Franków-Żelazny),
3. Chór Chłopięcy NFM (pod kierunkiem Małgorzaty Podzielny).

Działania inwestycyjne w zakresie budowy nowej sali koncertowej i siedziby Filharmonii Wrocławskiej przyniosły efekt w postaci kompleksu Narodowego Forum Muzyki.